# 柴紹

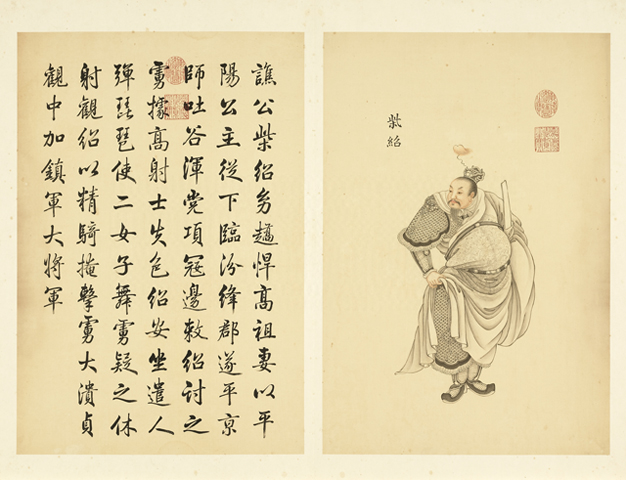
柴紹

柴 紹（さい しょう、生年不詳 - 638年）は、中国の唐の軍人。字は嗣昇。本貫は晋州臨汾県。隋の鉅鹿郡公柴慎の子。妻は唐の高祖李淵の三女の平陽公主。唐の凌煙閣二十四功臣のひとりに挙げられた。

## 経歴
幼少のころから身軽で荒々しく、武力を有し、任侠として知られた。隋末に太子千牛備身に任ぜられた。
大業13年（617年）、李淵が太原で起兵すると、間道を通って太原に赴いた。ときに李淵の子の李建成と李元吉が河東から太原に向かっていたのに遭遇した。李建成は「手配書が回るのが早く、隋の官吏に逮捕される危険がある。いまは身近な小賊に身を投じたほうが、自分の安全が図れるだろう」と言った。柴紹は「いけません。賊が君を唐公の子と知れば、捕らえて功績とし、無為に死ぬだけです」と言った。柴紹が李淵のもとに合流すると、右領軍大都督府長史に任ぜられ、唐軍が太原から出発すると、馬軍総管を兼領した。先んじて霍邑城下にいたり、宋老生の形勢を偵察した。「老生は匹夫の勇の持ち主で、我が軍が到着すれば、必ず出戦しますから、戦ってとりこにすることがてきましょう」と李淵に報告した。はたして宋老生は出戦してきたので、柴紹は力戦して功績を挙げ、臨汾を下し、絳郡を平定するのに、いずれも先頭で敵陣を陥れたので、右光禄大夫に任ぜられた。隋将の桑顕和が渡河してくると、柴紹は背後からこれを攻撃して破った。諸将とともに長安に進軍した。
武徳元年（618年）、左翊衛大将軍に累進し、臨汾郡公に封ぜられた。李世民に従って薛仁杲・宋金剛・王世充・竇建徳らを討伐した。霍国公に封ぜられ、実封千二百戸を賜り、右驍衛大将軍に転じた。吐谷渾と党項が辺境に侵入すると、命を受けてこれを討った。敵は高所を占めて柴紹の軍中に矢を雨のように射こんだ。柴紹は人に胡琵琶を弾かせ、二女子に舞いを舞わせたところ、敵は疑心におちいって矢を射るのをやめて様子を見た。柴紹は敵陣がゆるんだのを見ると、精鋭の騎兵を率いて後方からこれを攻撃し、潰滅させた。
貞観元年（627年）、右衛大将軍となった。貞観2年（628年）、梁師都を平定すると、左衛大将軍に転じた。
貞観7年（633年）、鎮軍大将軍を加えられ、右驍衛大将軍を代行し、譙国公に改封された。
貞観12年（638年）、病にたおれて、太宗の見舞いを受け、まもなく亡くなった。荊州都督を追贈され、襄と諡された。
子に柴哲威・柴令武があった。
柴令武は太僕少卿・衛州刺史を歴任したが、房遺愛らとともに荊王李元景の擁立を企て、事が漏れて刑死した。
柴哲威は安西都護を務めたが、弟の柴令武に連座して嶺南に流された。後に許されて交州都督を務めた。

## 伝記資料
- 『旧唐書』巻58 列伝第8「柴紹伝」
- 『新唐書』巻90 列伝第15「柴紹伝」